# Hermann Reusch
Karl Hermann Reusch (* 2. August 1896 in Mährisch-Ostrau; † 17. Dezember 1971 im Jagdschloss Katharinenhof bei Backnang) war ein deutscher Industrieller und Vorstandsvorsitzender der Gutehoffnungshütte (GHH).

## Leben
Der Sohn des späteren GHH-Generaldirektors Paul Reusch besuchte das Gymnasium in Oberhausen und nahm ab 1914 als Freiwilliger am Ersten Weltkrieg teil. Danach studierte er Bergbau und Germanistik in Tübingen, Berlin und Aachen, 1922 erfolgte in Gießen seine Promotion. Nach einer Reihe von Auslandsaufenthalten, unter anderem in Skandinavien, England, den Niederlanden, den USA und Südafrika legte er 1925 das Bergassessorexamen ab und übernahm 1927 zunächst die Leitung der Zeche Fürst Leopold in Dorsten.
1934 wechselte Reusch zur GHH und wurde 1935 erst stellvertretendes, 1937 dann ordentliches Vorstandsmitglied. Im Jahr 1942 trat er gemeinsam mit seinem Vater aus dem Vorstand der Gutehoffnungshütte zurück und kam so einer Absetzung durch die Nationalsozialisten zuvor. Hermann Reusch arbeitete nach seinem Rückzug als Bergbauinspektor im besetzten Jugoslawien und kehrte erst 1945 nach Oberhausen zurück. Den Vorstand des Gutehoffnungshütte-Konzerns führte in der Zwischenzeit Hermann Kellermann. Dieser wurde nach dem Krieg von den Alliierten verhaftet, so dass Reusch zunächst in Vertretung, ab 1947 vollständig die Leitung der GHH zurückerhielt.
Im Juli 1947 sagte er als Zeuge beim Nürnberger I.G.-Farben-Prozess aus. Dabei trat er dem Vorwurf entgegen, dass die Großindustrie in besonderem Maß als Wegbereiter Adolf Hitlers gewirkt habe. Hermann Reusch organisierte maßgeblich die zusätzliche Finanzierung der Verteidigung durch die deutsche Schwerindustrie im Flick-Prozess, um Vorwürfe gegen die Industrie wegen ihrer Beteiligung an Arisierung, Plünderung in den besetzten Gebieten, Zwangsarbeit und Finanzierung des NS-Aufstiegs schon im Vorfeld abzuwehren.
Reusch kämpfte in den kommenden Jahren gegen die Bestrebungen der britischen Besatzungsmacht, das Haniel-Familienunternehmen zu demontieren und aufzulösen. Die Entflechtung der Gutehoffnungshütte konnte er allerdings nicht verhindern. Der Konzern musste fortan ohne eigene Eisen- und Kohleproduktion auskommen, die in neue Gesellschaften ausgelagert wurden, und sich stattdessen auf die Weiterverarbeitung konzentrieren.
1962 schrieb er in einem privaten Brief, dass er „ein unbedingter Anhänger des Führerprinzips“ sei. Was Volker Berghahn nicht nur als Echo aus der NS-Zeit, sondern auch aus dem industriellen Patriarchalismus des Kaiserreichs interpretiert.
1966 legte Reusch die Konzernleitung nieder und ging in den Ruhestand. Fünf Jahre später starb Reusch an einem Herzinfarkt auf dem Familiengut Katharinenhof in Baden-Württemberg. Reusch hinterließ drei Kinder.
Außerdem war Hermann Reusch Vorsitzender und Mitglied mehrerer Aufsichtsräte und Gremien von Industrie, Wirtschaftsverbänden und Stiftungen, sowie Präsidiumsmitglied des Bundesverbands der Deutschen Industrie. Von 1959 bis 1960 war er Mitglied des Beirats der Friedrich-Naumann-Stiftung.
Seit 1919 war er Mitglied des Corps Franconia Tübingen. Zudem war er Mitglied im Verein Deutscher Ingenieure.
1956 wurde er mit dem Großen Bundesverdienstkreuz mit Stern ausgezeichnet. 1962 ernannte der VDI ihn zu seinem Ehrenmitglied.

### Familie
Am 27. Mai 1927 Heirat mit Anita Hübbe (1903–1975), die Tochter des Direktors der Dresdner Bank in Hamburg Anton Hübbe (1872–1942). Das Paar hatte vier Kinder: 
- Hermann Leopold (* 23. November 1928; † 24. April 1945)[6]
- Barbara Ana Elisabeth (1930–2010),
- Erica Maria (geboren 1933)
- Paul Jürgen Reusch (geboren 1941)